# 八角花
八角花（学名：Paraphlomis kwangtungensis）为唇形科假糙苏属下的一个种。

## 扩展阅读
- 維基物種上的相關：八角花